# آن براون (كاتبة خيال علمي)
آن براون (بالإنجليزية: Anne Brown)‏ هي كاتبة خيال علمي أمريكية، ولدت في 2 مايو 1962.